# Черноусова, Маргарита Сергеевна
Маргарита Сергеевна Черноусова (в девичестве — Ломова; род. 24 марта 1996 года, Новокузнецк, Кемеровская область, Россия) — российская спортсменка, бронзовый призёр чемпионата мира 2018 года, чемпионка Европейских игр 2019 года, призёр чемпионатов России по стрельбе. Член сборной команды страны.

## Биография
Маргарита начала заниматься стрельбой в 10 лет. Папа, в прошлом мастер спорта СССР по стрельбе из винтовки, привил любовь к этому спорту. Он и привёл дочку в тир. Сейчас девушка тренируется у Елены Юрьевны Абариновой.

## Спортивная карьера
В 2014 году принимала участие в юношески Олимпийских играх в Нанкине. Стала серебряным призёром в соревнованиях по стрельбе из пневматического пистолета.
В 2018 году на Чемпионате мира Маргарита Ломова завоевала бронзовую медаль в командном соревновании по стрельбе из пистолета с 10 метров.
На Европейских играх в Минске в июне 2019 года, в миксте с Артёмом Черноусовым завоевали золотую медаль в стрельбе из малокалиберного пистолета на расстоянии 50 метров.

## Личная жизнь
2 августа 2019 года Маргарита вышла замуж за многократного чемпиона мира, Европейских игр и Европы по стрельбе Артёма Черноусова.